# Nərgiz Birk-Petersen

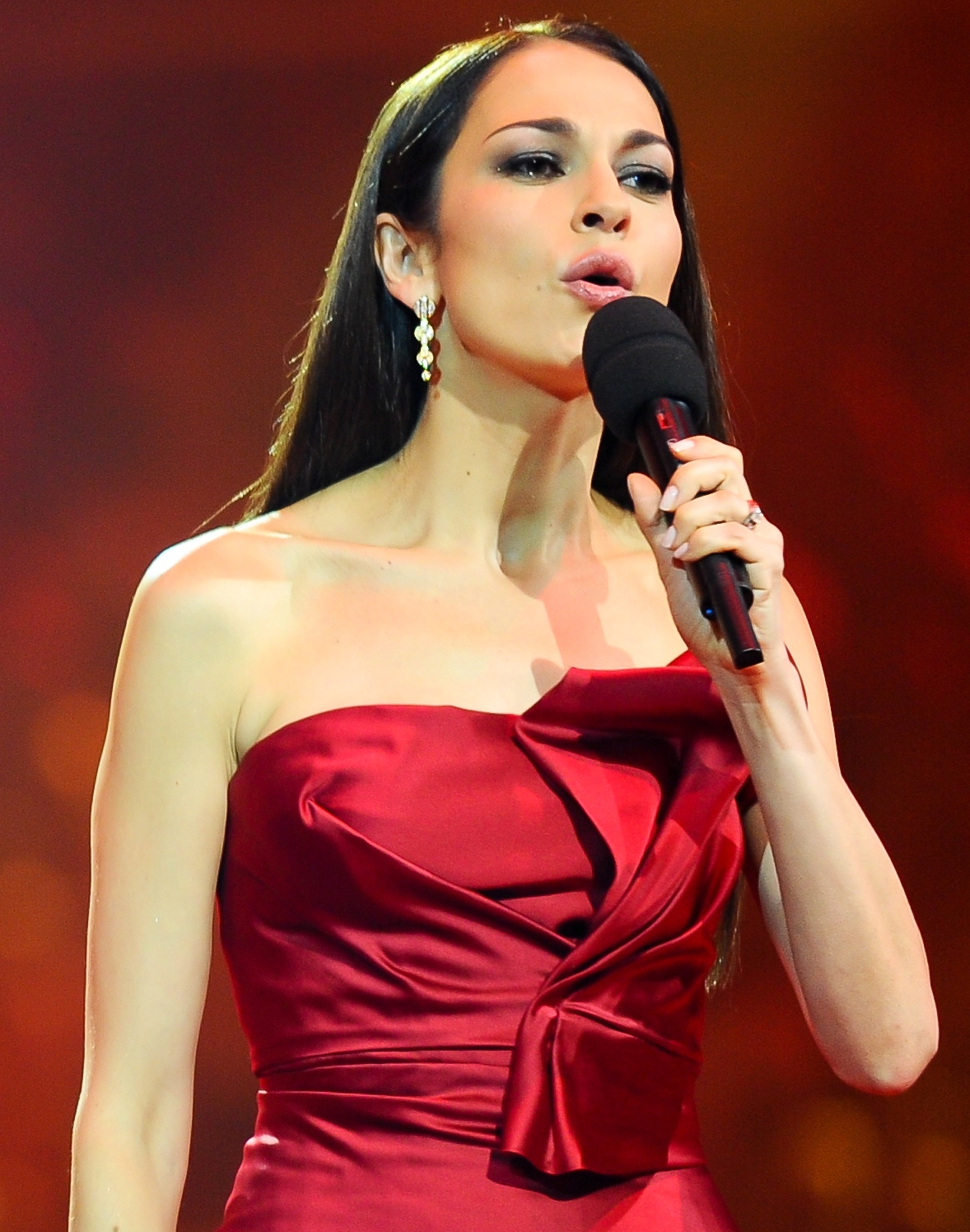
Nərgiz Birk-Petersen als Moderatorin des Eurovision Song Contest 2012

Nərgiz Birk-Petersen (auch Nargiz Birk-Petersen; * 1976) ist eine aserbaidschanische Anwältin und Fernsehmoderatorin. Zusammen mit Eldar Qasımov und Leyla Əliyeva moderierte sie den Eurovision Song Contest 2012 in Baku.

## Biografie
Während ihres Studiums an der Chazar-Universität in Baku moderierte sie ein englischsprachiges Studentenprogramm. Sie studierte Rechtswissenschaft in den Vereinigten Staaten, nebenbei modelte sie. Momentan (2012) arbeitet sie als Anwältin und lebt in Kopenhagen. Sie ist mit einem Dänen verheiratet.